# Шума, Владимир Михайлович
Владимир Михайлович Шума (4 января 1965, Барановка, Тернопольская область, Украинская ССР, СССР) — приднестровский художник.

## Биография
В 1982 году поступил на художественно-графический факультет ОГПИ имени К. Д. Ушинского в Одессе.
С 1987 года участвует в городских и республиканских выставках.
В 1989 году закончив обучение, переезжает в Тирасполь, где живёт и работает в Детской художественной школе им. А. Ф. Фойницкого по сегодняшний день.

## Творческая деятельность
С 2001 года становится членом Союза художников Приднестровья, а с 2006 по 2010 год возглавляет Союз художников Приднестровья. Все это время он активно участвует в общественной жизни Союза художников Приднестровья и ведет переговоры с творческими общественными организациями других стран о взаимном сотрудничестве. В 2010 году художник приложил максимум усилий для того, чтобы состоялся II Международный художественный симпозиум художников в Приднестровье «Тирас-пленэр», а в 2012 году он стал инициатором и со организатором III Международного симпозиума художников «Тирас-пленэр-2012», посвящённого 220-летию города Тирасполя.

### Участие в выставках
- В 2002 году — художественный проект «Родник» г. Киев.
- В 2003 году — персональная выставка « Солнечный ветер» г. Тирасполь.
- В 2004 году — выставка « Золотая осень» г. Кишинев
- В 2004 году — персональная выставка « Ветер с юга» г. Бережаны (Украина), г. Збараж (Украина)
- В 2005 году — выставка «Русская ветвь в искусстве Молдовы» г. Кишинёв[3]
- В 2005 году провел ряд персональных выставок: «Наследие наших предков. Скифы.», «Художественный музей» г. Тернополь, « Дворец искусств» г.Львов, «Дом кино» г. Киев.
- В 2006 году — Международная выставка «Спокуса-2006» г. Николаев.
- В 2007 году — выставка «Дни Приднестровья в Москве»
- В 2007 году — Международная выставка «Спокуса-2007» г. Николаев.
- В 2008 году — отчётная выставка Союза художников Приднестровья г. Тирасполь
- В 2008 году — выставка «Русская ветвь в искусстве Молдовы» г. Бендеры
- В 2008 году — персональная выставка в Культурно-информационном центре посольства Украины, г. Кишинёв.
- 8 декабря 2012 года — выставка супругов Владимира и Татьяны Шумы «Окно»[4]
- 18 февраля 2014 года — выставка картин художников Приднестровья «В предчувствии весны…» в Представительстве Россотрудничества в Республике Молдова г. Кишинёв[5]

### Участие в симпозиумах
- 2006 г. — Международный пленэр по живописи «Гурзуф-2006» Крым.
- 2007 г. — Международный пленэр «Странджанска палитра» г. Малко-Тырново Болгария
- 2007 г. — Международный пленэр по живописи «Гурзуф-2007» Крым.
- 2007 г. — Международный симпозиум художников «Кам-Арт-2007» г. Каменка[6]
- 2008 г. — Международный пленэр по живописи и конференции во Вроцлавском университете (Польша).
- 2008 г. — Международный симпозиум художников им. Преподобного Андрея Рублёва (г. С.-Петербург, Россия.)
- 2009 г. — Международный пленэр по живописи в г. Краков (Польша).
- 2009 г. — Международный пленэр по живописи «Коблевские вина».

## Награды и звания
- В 2001 году за участие в Международном биеннале «Евро-имидж-2001» (Киев) был поощрен Дипломом премьер-министра Украины Анатолия Кинаха.
- В 2008 году было присвоено звание Отличный работник культуры ПМР.
- 2 марта 2010 года награждён медалью «За отличие в труде» (ПМР)[7].

## Семья
Жена: Шума Татьяна Александровна, художник.
Дочь: Шума Валерия Владимировна, художник.
Дочь: Шума Маргарита Владимировна.